# Fermat–Catalan-sejtés
A számelméletben a Fermat–Catalan-sejtés a nagy Fermat-tétel és a Catalan-sejtés kombinációja. Nevét is ez alapján kapta. A sejtés szerint az

| {\displaystyle a^{m}+b^{n}=c^{k}\quad } | \| \| \| \| \| \| \| \| | (Eq.1) |
|                                         |                         |        |
|                                         |                         |        |
egyenletnek véges sok (a,b,c,m,n,k) megoldása van, ahol mindegyik szám pozitív egész, és a, b, c relatív prímek, és az m, n, k hármasra

| {\displaystyle {\frac {1}{m}}+{\frac {1}{n}}+{\frac {1}{k}}<1.} | \| \| \| \| \| \| \| \| | (Eq.2) |
|                                                                 |                         |        |
|                                                                 |                         |        |
.
2008-ban az (Eq.1) egyenletnek ezek a megoldási voltak ismertek:
{\displaystyle 1^{m}+2^{3}=3^{2}\;}
{\displaystyle 2^{5}+7^{2}=3^{4}\;}
{\displaystyle 13^{2}+7^{3}=2^{9}\;}
{\displaystyle 2^{7}+17^{3}=71^{2}\;}
{\displaystyle 3^{5}+11^{4}=122^{2}\;}
{\displaystyle 33^{8}+1549034^{2}=15613^{3}\;}
{\displaystyle 1414^{3}+2213459^{2}=65^{7}\;}
{\displaystyle 9262^{3}+15312283^{2}=113^{7}\;}
{\displaystyle 17^{7}+76271^{3}=21063928^{2}\;}
{\displaystyle 43^{8}+96222^{3}=30042907^{2}\;}
Ezek közül az első (1m+23=32) megoldása egyértelmű, ha a, b és c egyike 1; ez a Catalan-sejtés, ma már tétel, amit 2002-ben Preda Mihăilescu igazolt. Ugyan ez az (Eq.1) egyenletre végtelen sok megoldást ad, mivel m bármilyen 6-nál nagyobb egész szám lehet, de minden ilyen megoldása viszont már egyértelmű.
A Faltings-tétel szerint minden rögzített m, n és k egészre, ami eleget tesz az (Eq.2) egyenletnek, véges sok, az (Eq.1) egyenletet megoldó (a, b, c) relatív prím hármas létezik, de a teljes Fermat–Catalan-sejtés ennél többet állít.
Az abc-sejtés implikálja a Fermat–Catalan-sejtést.
A Beal-sejtés azt állítja, hogy a Fermat–Catalan-sejtés minden megoldásában szerepel a 2 mint kitevő.